# Cheilotrichia (Empeda) umiat
Cheilotrichia (Empeda) umiat is een tweevleugelige uit de familie steltmuggen (Limoniidae). De soort komt voor in het Nearctisch gebied.